# マルセイユ・ルーレット
マルセイユ・ルーレット（英: Marseille roulette）またはマルセイユ・ターン（Marseille turn）は、サッカーのドリブル技術の一つである。ドリブルカットを狙うディフェンダーの前で足裏でボールを止め、そのボールを軸に体をターンしてかわすテクニックである。
360度ターン、グリンゴ（Gringo）、ダブル・ドラッグバック、ジダン・ターン、マラドーナ・ターンなどとも呼ばれる。「マルセイユ」の名は、この技術がトレードマークとなっているジネディーヌ・ジダンの出身地に由来する。ジダンは単にルーレットと呼んだ。
ジダンが得意としたことで知られるが、フランスでは、1970年代にイヴ・マリオットによって世に広まった。またジダンよりも前に、ディエゴ・マラドーナ、ミカエル・ラウドルップらが既に実戦で使用していた。日本ではマルセイユ・ルーレットとして有名だが、海外では「マラドーナ・ターン」などの名称も存在する。
現在はリオネル・メッシやロベルト・フィルミーノなどがこの技を使っている。

## 方法
1. ボール保持者（ドリブラー）は守備者（ディフェンダー）に向かってドリブルしながら近づき、ディフェンダーが足を伸ばしても届かない距離で、つま先の足裏を使ってボールを止める[1]。間合いが近すぎる状況では、止めた隙にカットされることもあるので、足裏でボールを引き寄せるパターンもある[1]。
2. 止めたボールを軸にして、ボールを追い抜くように体を180度反転し、ディフェンダーに背を向ける[1]。
3. 最初にタッチした足とは逆足に持ち替え、足裏で進行方向へボールを引きながら、身体をさらに反転させる[1]。
4. 360度回ったところで前方へボールを押し出し、ディフェンダーの横を抜き去る[1]。

一連の流れにおいてリズミカルなステップが鍵となり、スピードが上がれば突破力も向上する。

## 効果
始めのボールを引く動作では、相手のタックルの範囲からボールを避難させることによってボールのコントロールを保持できる。体のスピンでは、相手に背を向けてボールを守ることができる。
スピードにのった状態で行うと、ボールをカバーしながら突然方向が変化するため、守備をすることはほとんど不可能である。
例として2003年のFAカップアーセナル対チェルシーFCの一戦でのティエリ・アンリの行ったルーレットである。この時、アンリは相手チームのゴールキーパーカルロ・クディチーニをこの技術で躱して無人のゴールにボールを入れた。